# 13607 Vicars
13607 Vicars este un asteroid din centura principală de asteroizi.

## Descriere
13607 Vicars este un asteroid din centura principală de asteroizi. A fost descoperit pe 29 septembrie 1994 la Kitt Peak National Observatory în cadrul proiectului Spacewatch. El prezintă o orbită caracterizată de o semiaxă mare de 2,33 ua, o excentricitate de 0,06 și o înclinație de 6,6° în raport cu ecliptica.